# Boris Palotai
Boris Palotai, née Boris Pollák le 23 mai 1904 à Nagyvárad, et morte le 13 septembre 1983 à Budapest, est une écrivaine et poète hongroise lauréate du prix József Attila, mère du réalisateur Péter Bacsó, et soeur de l'artiste et écrivaine Erzsi Palotai.

## Biographie
Armand Palotai (Pollák) et Margit Friedmann (1880–1969) donnent naissance à Boris dans une famille juive. Ses grands-parents sont restaurateurs et négociants en vin. 
Sa carrière littéraire est marquée par des œuvres qui explorent les thèmes de l'oppression sociale et de la condition féminine. Boris Palotai a également été très active dans les cercles littéraires et politiques de gauche à Budapest après la Seconde Guerre mondiale.
De nombreux films sont tirés de ses œuvres.

## Œuvres
- Tavaszi áradás (poèmes, 1926)
- Valaminek a végén (poèmes, 1929)
- Az úszóbajnoknő (roman court, 1933)
- Péter, egy szegény kisdiák regénye (roman pour la jeunesse, 1934)
- Csillag és kenyér (poèmes, 1936)
- Isten ölében (nouvelle, 1936)
- Julika (roman pour la jeunesse, 1937)
- Julika és az ötödik osztály (roman pour la jeunesse, 1939)
- Kassai diákok (roman pour la jeunesse, Hungária, Bp., 1940)
- A Mókus-uccai titok (roman pour la jeunesse, Hungária, Bp., 1941)
- Hátsó lépcső (nouvelle, 1941)
- Semetke úr éjszakája (roman, 1942)
- Botrány a szállodában (roman, 1943)
- Kegyetlen ifjúság (roman, 1943)
- Anyák (nouvelle, 1947)
- Julika tizenhat éves (roman, 1948)
- Tűzhely (nouvelle, 1949)
- Puskásné (roman, 1950)
- Kakasszó (nouvelle, 1951)
- Új emberek a Dunai Vasműnél (reportages, 1951)
- Sztálinvárosi gyerekek (roman, 1953)
- Ünnepi vacsora (roman, 1955)
- Varázsige (nouvelle, 1955)
- Keserű mandula (roman, 1958)
- Válogatott tévedéseim (nouvelle, 1959)
- Viharos mennyország (roman, 1960)
- Aprópénz (croquis, 1961)
- A madarak elhallgattak (roman, 1962)
- Vidám vasárnap (croquis, 1963)
- A férfi (roman court, nouvelle, 1964)
- A színésznő és az oroszlán (nouvelle, 1966)
- Örök harag (contes, nouvelles, 1966)
- Zöld dió (roman, 1968)
- Szerelmespár (nouvelle, 1973)
- Hetedik év (roman court, nouvelle, 1978)
- A másik (nouvelle, 1981)
- Bejöhetsz hozzám panaszkodni (nouvelle, 1982)
- Ki ismer engem? (nouvelles, chroniques, 1985)

## Télévision
- Le film A nő a barakkban (réalisé par Éva Zsurzs), inspiré par l'oeuvre de Boris Palotai, reçoit le prix Nymphe d'or au festival de télévision de Monte-Carlo.

### Films
Ses oeuvres sont adaptées dans des films, parmi lesquels :
- Petit Sou (1953)
- Én és a nagyapám (Moi et mon grand-père) (1954)